# حشره‌خوار پولیا
 حشره‌خوار پولیا (نام علمی: Crocidura polia) نام یک گونه از سرده حشره‌خوارهای دندان‌سفید است.